# Fábio Gama
Fábio Gama dos Santos (Ribeira do Pombal, Bahía, Brasil, 2 de octubre de 1992) es un futbolista brasileño, que juega como mediocampista en Asante Kotoko, de la Primera División de Ghana.

## Carrera
Comenzó su carrera en las divisiones inferiores de Esporte Clube Bahia. Debutó como profesional en Botafogo (San Pablo), en 2013, estando a préstamo desde Bahia. A partir de ahí, pasó por distintos clubes de las divisiones menores de Brasil, entre ellos Botafogo da Paraíba, Gama, Campinense Clube, Itabaiana y URT.
En 2018, dio el salto al fútbol de Suecia, pasando a jugar para el IFK Värnamo. En 2019, fue transferido al Jönköpings Södra IF. 
En 2020, Gama fue fichado por el club ghanés Asante Kotoko, ya que buscaban reforzar su club antes de la temporada 2020-2021 y aumentar sus posibilidades en la copa continental.